# Știința calculatoarelor

Simularea pe calculator, una dintre principalele metodologii de cross-computing.

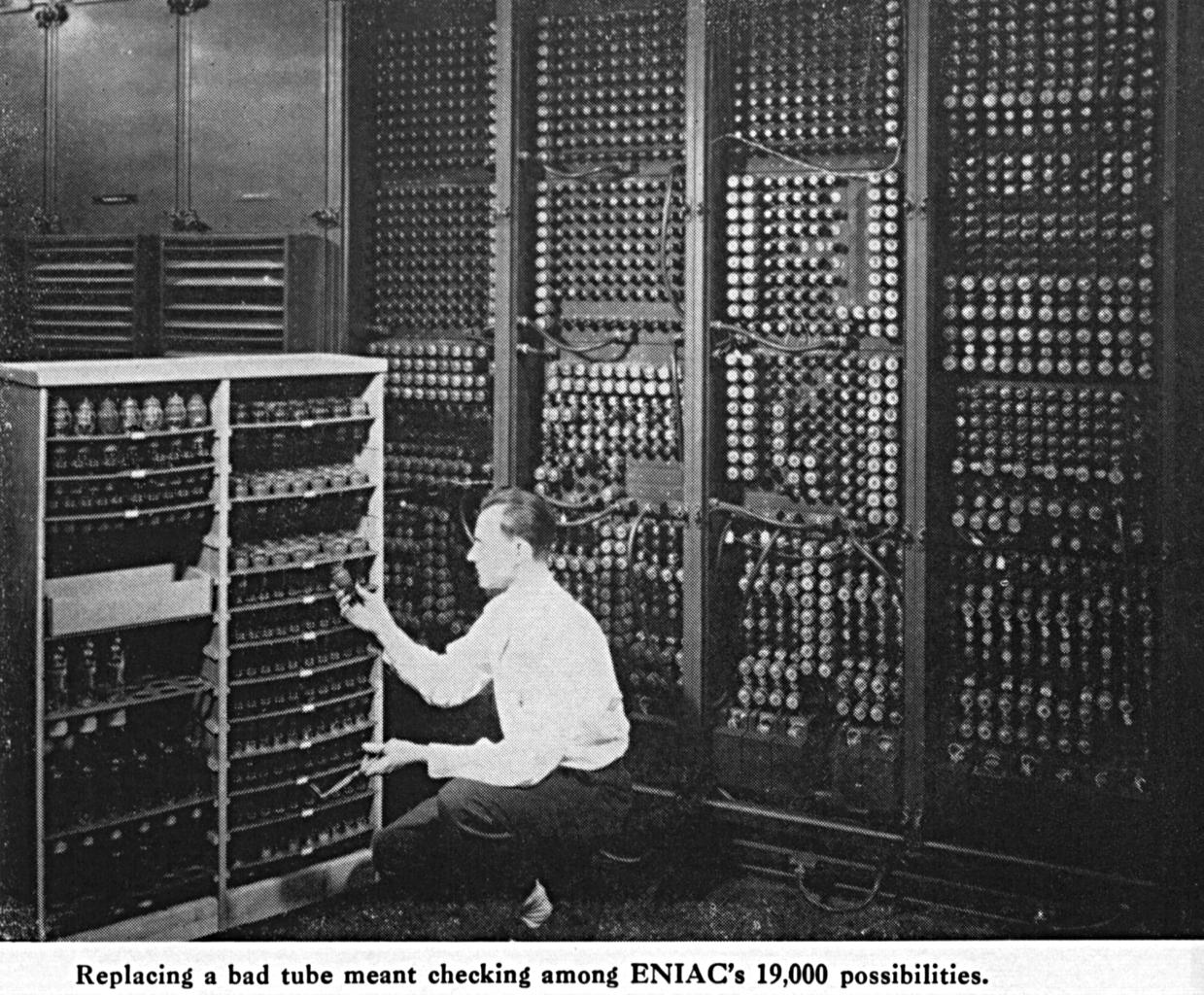
ENIAC, primul calculator digital electronic programabil de uz general

Știința calculatoarelor (denumită și calcul; în engleză computing) este orice activitate orientată spre obiective care necesită, beneficiază de sau creează mașini de calcul. Include studiul și experimentarea proceselor algoritmice și dezvoltarea atât a hardware-ului, cât și a software-ului. Știința calculatoarelor are aspecte științifice, inginerești, matematice, tehnologice și sociale. Disciplinele majore ale științei calculatoarelor includ ingineria calculatoarelor, informatica, securitatea cibernetică, știința datelor⁠(d), sistemele informaționale, tehnologia informației, arta digitală⁠(d) și ingineria software.
Termenul de calcul se referă și la efectuarea de calcule⁠(d), iar știința calculatoarelor acoperă activitatea de calcul în sens mai larg. La început, termenul a fost folosit cu referire la activitatea calculatorilor umani⁠(d), dar la un moment dat în evoluția istorică a tehnologiei, a început să se refere la acțiunile efectuate de mașinile de calcul mecanice⁠(d).

## Istorie
Istoria calculului este mai lungă decât istoria mașinilor de calcul și include istoria tehnicilor cu creionul și hârtia (sau cu creta și tabla) cu sau fără ajutorul tabelelor. Calculul este strâns legat de reprezentarea numerelor, deși conceptele matematice necesare pentru calcul existau înainte de sistemele de numerație. Cel mai vechi instrument cunoscut pentru utilizarea în calcul este abacul și se crede că a fost inventat în Babilon, între anii 2700–2300 î.e.n. Abacurile, cu un design mai modern, sunt și astăzi folosite ca instrumente de calcul.
Prima propunere pentru utilizarea electronicii digitale în efectuarea de calcule a fost lucrarea din 1931 „Utilizarea tiratronilor pentru numărarea automată de mare viteză a fenomenelor fizice” a lui C.E. Wynn-Williams. Lucrarea lui Claude Shannon din 1938 „O analiză simbolică a circuitelor de retransmisie și comutație⁠(d)” a introdus apoi ideea utilizării electronicii pentru operațiile algebrice booleene.
Conceptul de tranzistor cu efect de câmp a fost propus de Julius Edgar Lilienfeld⁠(d) în 1925. Lucrând sub conducerea lui William Shockley la Bell Labs, John Bardeen și Walter Brattain au construit primul tranzistor funcțional, tranzistorul cu contact punctiform, în 1947. În 1953, Universitatea din Manchester a construit primul calculator cu tranzistori⁠(d), Manchester Baby. Cu toate acestea, tranzistoarele cu joncțiune bipolară, disponibile la început, erau dispozitive relativ voluminoase, greu de produs în masă, ceea ce le limita la o serie de aplicații specializate. Tranzistorul cu efect de câmp metal-oxid-semiconductor (MOSFET sau tranzistorul MOS) a fost inventat de Mohamed Atalla⁠(d) și Dawon Kahng⁠(d) la Bell Labs în 1959. MOSFETul a făcut posibilă construirea de circuite integrate de înaltă densitate⁠(d) conducând la ceea ce se numește revoluția digitală sau revoluția microcalculatoarelor⁠(d).

## Calculator
Un calculator este o mașină care manipulează date⁠(d) conform unui set de instrucțiuni numit program de calculator. Programul are o formă executabilă pe care calculatorul o poate folosi direct pentru a executa instrucțiunile. Același program în forma sa de cod sursă care poate fi citit de om, și permite unui programator să studieze și să dezvolte o secvență de pași cunoscută sub numele de algoritm. Deoarece instrucțiunile pot fi efectuate pe diferite tipuri de calculatoare, un singur set de instrucțiuni-sursă se poate converti în instrucțiuni mașină diferite, în funcție de tipul de CPU.
Procesul⁠(d) în execuție execută instrucțiunile dintr-un program de calculator. Instrucțiunile exprimă calculele efectuate de calculator. Ele declanșează secvențe de acțiuni simple pe mașina de execuție, acțiuni care produc efecte conform semanticii⁠(d) instrucțiunilor.

### Hardware-ul calculatoarelor
Hardware-ul computerului include părțile fizice ale unui computer, inclusiv unitatea centrală de prelucrare (CPU), memoria și intrările/ieșirile. Logica de calcul⁠(d) și arhitectura computerelor sunt subiecte esențiale în domeniul hardware-ului calculatoarelor.

### Software-ul calculatoarelor
Software-ul calculatoarelor este o colecție de programe de calculator și date aferente, care oferă instrucțiuni unui calculator. Noțiunea de software se referă și la unul sau mai multe programe de calculator și date păstrate în spațiul de stocare al calculatorului. Este un set de programe, proceduri, algoritmi, precum și documentația acestuia referitoare la funcționarea unui sistem de prelucrare a datelor. Software-ul fiecărui program îndeplinește funcția⁠(d) programului pe care îl implementează, fie prin furnizarea directă de instrucțiuni⁠(d) hardware-ului calculatorului, fie servind ca intrare pentru un alt software. Termenul a fost creat ca antiteză la vechiul termen hardware (adică dispozitive fizice). Spre deosebire de hardware, software-ul este ceva intangibil.
Termenul de software se folosește uneori și într-un sens mai restrâns, adică doar la aplicațiile software.

#### Softwarede sistem
Software-ul de sistem este un software de calculator conceput pentru a opera și controla hardware-ul computerului și pentru a oferi o platformă pentru rularea aplicațiilor software. Noțiunea de software de sistem înglobează sistemele de operare, software-ul utilitar, driverele de dispozitive, interfețele grafice cu ferestre⁠(d) și firmware-ul. Instrumentele de dezvoltare utilizate frecvent, cum ar fi compilatoarele, linkerele⁠(d) și debuggerele⁠(d) sunt clasificate ca software de sistem. Software-ul de sistem și middleware-ul⁠(d) gestionează și integrează capacitățile unui calculator, dar de obicei nu le aplică direct în îndeplinirea sarcinilor în folosul direct al utilizatorului, spre deosebire de software-ul de aplicație.

#### Softwarede aplicație
Software-ul de aplicație, cunoscut și ca aplicație sau app, este un software de calculator conceput pentru a ajuta utilizatorul să îndeplinească anumite sarcini. Printre exemplele de software se numără software enterprise⁠(d), software de contabilitate⁠(d), suite office⁠(d), software de grafică⁠(d) și playerele media. Multe aplicații se ocupă în principal de documente⁠(d). Aplicațiile pot veni la pachet⁠(d) cu calculatorul și cu software-ul său de sistem sau pot fi distribuite separat. Unii utilizatori se mulțumesc cu aplicațiile incluse și nu au nevoie să instaleze aplicații suplimentare. Software-ul de sistem gestionează hardware-ul și deservește aplicația, care la rândul său deservește utilizatorul.
Software-ul de aplicație angajează puterea unei anumite platforme de calcul sau a unui software de sistem pentru un anumit scop. Unele aplicații, cum ar fi Microsoft Office, sunt dezvoltate în mai multe versiuni pentru mai multe platforme diferite; altele au cerințe mai restrânse și sunt, în general, denumite după platforma pe care rulează. De exemplu, o aplicație de geografie pentru Windows sau o aplicație Android pentru educație⁠(d) sau jocuri Linux⁠(d). Aplicații care rulează doar pe o singură platformă și cresc dezirabilitatea acelei platforme datorită popularității aplicației, sunt numite și killer apps⁠(d).

### Rețelele de calculatoare
O rețea de calculatoare, denumită adesea pur și simplu „rețea”, este o colecție de componente hardware și calculatoare interconectate prin canale de comunicare care permit partajarea resurselor și informațiilor. Când cel puțin un proces dintr-un dispozitiv este capabil să trimită sau să primească date către sau de la cel puțin un alt proces care rezidă într-un dispozitiv aflat la distanță, se spune că cele două dispozitive sunt într-o rețea. Rețelele pot fi clasificate în funcție de o mare varietate de caracteristici, cum ar fi mediul utilizat pentru transportul datelor, protocolul de comunicații utilizat, scara, topologia și domeniul organizațional.
Protocoalele de comunicații definesc regulile și formatele de date pentru schimbul de informații într-o rețea de calculatoare și oferă baza pentru programarea rețelei⁠(d). Un protocol de comunicații bine-cunoscut este Ethernet, care joacă rol de standard hardware și de nivel de legătură⁠(d) omniprezent în rețelele locale. Un alt protocol comun este Internet Protocol, care definește un set de protocoale pentru internetworking, adică pentru comunicarea de date între mai multe rețele, transferul de date de la host la host și formatele de transmisie de date specifice aplicației.
Rețelele de calculatoare sunt uneori considerate a fi ele însele o subdisciplină a ingineriei electrice, telecomunicațiilor, informaticii, tehnologiei informației sau ingineriei calculatoarelor, deoarece se bazează pe aplicarea teoretică și practică a tuturor acestor discipline.

#### Internet
Internetul este un sistem global de rețele de calculatoare interconectate care utilizează standardul Internet Protocol (TCP/IP) standard pentru a deservi miliarde de utilizatori. Aceasta include milioane de rețele private, publice, academice, de afaceri și guvernamentale, cu anvergură variind de la local la global. Aceste rețele sunt legate printr-o gamă largă de tehnologii de rețea electronice, fără fir și optice. Internetul oferă o gamă extinsă de resurse și servicii de informații, cum ar fi documentele hipertext ale World Wide Web interconectate și infrastructura⁠(d) de suport pentru e-mail. 

### Programarea calculatoarelor
Programarea calculatoarelor este procesul de scriere, testare, depanare și întreținere a codului sursă și a documentației programelor de calculator. Acest cod sursă este scris într-un limbaj de programare, care este un limbaj formal artificial, adesea mai restrictiv decât limbajele naturale, dar ușor de tradus de către calculatoare. Programarea este folosită pentru a invoca un anumit comportament dorit (personalizarea) din partea mașinii.
Scrierea codului sursă de înaltă calitate necesită cunoașterea atât a domeniului informaticii, cât și a domeniului în care va fi utilizată aplicația. Software-ul de cea mai înaltă calitate este astfel dezvoltat adesea de o echipă de experți în domeniu, fiecare specialist într-o anumită zonă de dezvoltare. Cu toate acestea, termenul de programator se poate aplica la o gamă largă de ocupații legate de activitatea de dezvoltare de software, de la hacker⁠(d) la colaborator open source până la profesionist. Se poate și ca un singur programator să facă cea mai mare parte sau toată munca de programare a calculatorului necesară pentru a genera un proof-of-concept⁠(d) pentru a lansa un nou killer app⁠(d).

#### Programatorii calculatoarelor
Un programator, sau coder, este o persoană care scrie software pentru computer. Termenul de programator de calculator se poate referi la un specialist într-un domeniu al programării calculatoarelor sau la un generalist care scrie cod pentru mai multe tipuri de software. Analiștii programatori au în principal rolul de a analiza problema și de a o traduce în cerințe de dezvoltare pe care un programator să le realizeze; dar pot executa și ei aceste cerințe. Limbajul de calculator principal al unui programator (de exemplu, C, C++, Java, Lisp, Python) este adesea prefixat titlurilor de mai sus, iar cei care lucrează într-un mediu web își prefixează adesea titlurile cu Web. Termenul programator poate fi folosit pentru a se referi la un dezvoltator de software, un inginer de software, un informatician sau analist de software⁠(d). Cu toate acestea, membrii acestor profesii posedă de obicei și alte aptitudini de inginerie software, mai mult decât doar programare.

### Industria calculatoarelor
Industria calculatoarelor este alcătuită din întreprinderi implicate în dezvoltarea de software de calculator, proiectarea de hardware de calculator și infrastructuri de rețele de calculatoare, fabricarea de componente și furnizarea de servicii de tehnologie a informației, inclusiv administrarea și întreținerea sistemelor.
Industria software include companii implicate în dezvoltarea, mentenanța⁠(d) și distribuția⁠(d) de software. Industria include și servicii software, cum ar fi instruirea, documentarea⁠(d) și consultanța.

## Subdisciplinele ale științei calculatoarelor

### Ingineria calculatoarelor
Ingineria calculatoarelor este o disciplină⁠(d) care integrează mai multe domenii ale ingineriei electrice și informaticii necesare dezvoltării hardware și software de calculator. Inginerii de calculatoare au de obicei pregătire în ingineria electronică (și/sau ingineria electrică), proiectarea software și integrarea hardware-software, și nu strict inginerie software sau inginerie electronică. Inginerii de calculatoare sunt implicați în multe aspecte hardware și software ale calculului, de la proiectarea de microprocesoare individuale, calculatoare personale și supercalculatoare, până la proiectarea de circuite⁠(d). Acest domeniu de inginerie include nu numai proiectarea de hardware în cadrul propriului său domeniu, ci și interacțiunile dintre hardware și contextul în care operează.

### Ingineriasoftware
Ingineria software este aplicarea unei abordări sistematice, disciplinate și cuantificabile pentru proiectarea, dezvoltarea, operarea și întreținerea software-ului și studiul acestor abordări, pe scurt: aplicarea ingineriei în domeniul software-ului. Este ansamblul de acțiuni ce implică concepția, modelarea și scalarea unei soluții la o problemă. Prima referire la acest termen a apărut în Conferința NATO de inginerie software⁠(d) din 1968 și a fost menită să provoace gândirea cu privire la ceea ce atunci părea a fi o criză a software-ului⁠(d). Dezvoltarea de software, un termen larg folosit și mai generic, nu subsumează neapărat paradigma ingineriei. Conceptele general acceptate ale ingineriei software ca disciplină inginerească au fost specificate în Ghidul Corpului de Cunoștințe de Inginerie Software⁠(d) (SWEBOK). SWEBOK a devenit un standard acceptat la nivel internațional în ISO/IEC TR 19759:2015.

### Informatică
Informatica este abordarea știintifică și practică a calculului și a aplicatiilor sale. Un informatician este specializat în teoria calculului și proiectarea sistemelor de calcul.
Subdomeniile sale pot fi împărțite în tehnici practice de implementare și aplicare în sisteme informatice și domenii pur teoretice. Unele, cum ar fi teoria complexității computaționale, care studiază proprietățile fundamentale ale problemelor de calcul⁠(d), sunt extrem de abstracte, în timp ce altele, cum ar fi grafica pe calculator, subliniază aplicațiile din lumea reală. Altele se concentrează asupra provocărilor în implementarea calculului. De exemplu, teoria limbajelor de programare⁠(d) studiază abordări ale descrierii calculului, în timp ce studiul programării calculatoarelor investighează utilizarea limbajelor de programare și a sistemelor complexe⁠(d). Domeniul interacțiunii om-calculator se concentrează pe provocările de a face computerele și calculele utile, utilizabile și universal accesibile oamenilor.

### Securitatea cibernetică
Domeniul securității cibernetice ține de protecția sistemelor și rețelelor informatice. Aceasta include confidențialitatea informațiilor și a datelor⁠(d), prevenirea întreruperii serviciilor IT și prevenirea furtului și deteriorarea hardware-ului, software-ului și datelor.

### Știința datelor
Știința datelor este un domeniu care utilizează instrumente științifice și de calcul pentru a extrage informații și perspective din date, determinate de volumul și disponibilitatea în creștere a datelor. Exploatarea datelor, big data, statisticile, învățarea automată și învățarea profundă sunt toate împletite cu știința datelor.

### Sistemele informaționale
Sistemele informatice sunt rețele complementare de hardware și software pe care oamenii și organizațiile le folosesc pentru a colecta, filtra, procesa, crea și distribui date. Computing Careers a ACM descrie sistemele informatice astfel:
"O majoritate a programelor de licență în domeniul SI sunt derulate în facultățile economice; ele pot avea însă denumiri diferite, cum ar fi managementul sistemelor informaționale, sisteme informatice cu calculatoare, sau sisteme informaționale de afaceri. Toate cursurile de SI combină subiecte de afaceri cu subiecte de calcul, dar unde anume cade accentul între chestiunile tehnice și cele organizaționale variază de la un program la altul. De exemplu, programele diferă substanțial în ce privește cantitatea de programare necesară.”
Studiul sistemelor informaționale face legătura între afaceri și informatică, folosind bazele teoretice ale informației și calculului pentru a studia diverse modele de afaceri și procese algoritmice aferente într-o disciplină informatică. Domeniul Sistemelor Informaționale de Calculatoare studiază calculatoarele și procesele algoritmice, inclusiv principiile acestora, designul software și hardware al acestora, aplicațiile lor și impactul lor asupra societății, în timp ce sistemele informaționale pun accent mai mult pe funcționalitate și mai puțin pe design.

### Tehnologia informației
Tehnologia informației (IT) este aplicarea computerelor și a echipamentelor de telecomunicații⁠(d) în stocarea, preluarea, transmiterea și manipularea datelor, adesea în contextul unei afaceri sau al unei alte întreprinderi. Termenul este folosit în mod obișnuit ca sinonim pentru calculatoare și rețele de calculatoare, dar include și alte tehnologii de distribuție a informațiilor, cum ar fi televiziunea și telefoanele. Mai multe industrii sunt asociate cu tehnologia informației, inclusiv hardware-ul calculatoarelor, software-ul, electronica, semiconductorii, internetul, echipamentele de telecomunicații, comerțul electronic și serviciile informatice.

## Cercetarea și tehnologiile emergente
Calculul pe bază pe ADN și calculul cuantic⁠(d) sunt domenii de cercetare activă atât pentru hardware-ul de calcul, cât și pentru software, cum ar fi dezvoltarea algoritmilor cuantici⁠(d). Printre infrastructurile potențiale pentru tehnologiile viitoare se numără origami ADN⁠(d) pe fotolitografie și antene cuantice pentru transferul de informații între capcanele de ioni. Până în 2011, cercetătorii au conectat 14 qubiți. Circuitele digitale⁠(d) rapide, inclusiv cele bazate pe joncțiuni Josephson și tehnologie cuantică cu flux unic rapid, devin din ce în ce mai aproape de realizabililate odată cu descoperirea supraconductorilor la scară nanometrică⁠(d).
Dispozitivele cu fibră optică și fotonice (optice), care au fost deja folosite pentru a transporta date pe distanțe lungi, încep să fie folosite în centrele de date, împreună cu CPU și componentele de memorie cu semiconductori. Aceasta permite separarea memoriei RAM de CPU prin interconexiuni optice. IBM a creat un circuit integrat cu procesare electronică și optică a informațiilor într-un singur cip. Aceasta este denumită nanofotonica integrată CMOS (CINP). Un beneficiu al interconexiunilor optice este acela că plăcile de bază, care anterior aveau nevoie de un anumit tip de sistem pe un cip (SoC), acum pot muta memoria dedicată și controlerele de rețea de pe plăcile de bază, răspândind controlerele pe rack. Acest lucru permite standardizarea interconexiunilor backplane și a plăcilor de bază pentru mai multe tipuri de SoC, ceea ce permite upgrade-uri de procesor într-un ritm mai rapid.
Un alt domeniu de cercetare este spintronica⁠(d). Ea poate oferi putere de calcul și stocare, fără acumulare de căldură. Se fac unele cercetări asupra cipurilor hibride, care combină fotonica și spintronica. Există cercetări în curs și privind combinarea plasmonicii⁠(d), fotonicei și electronicii.

### Cloud computing
Cloud computingul este un model care permite utilizarea resurselor de calcul, cum ar fi servere sau aplicații, fără a fi nevoie de interacțiune între proprietarul acestor resurse și utilizatorul final. De obicei, este oferit ca serviciu, ca exemplu de software ca serviciu (SaaS), platformă ca serviciu⁠(d) (PaaS) și infrastructură ca serviciu⁠(d) (IaaS), în funcție de funcționalitatea oferită. Printre cele mai importante caracterisitici se numără accesul la cerere, accesul larg la rețea și capacitatea de scalare rapidă. Permite utilizatorilor individuali sau întreprinderilor mici să beneficieze de economii de scară.
Un domeniu de interes în acest domeniu este potențialul său de a sprijini eficiența energetică. Rularea a mii de instanțe de operațiuni de calcul pe o singură mașină în loc de mii de mașini individuale poate ajuta la economisirea energiei. De asemenea, poate ușura tranziția la surse de energie regenerabilă, deoarece este mai simplă alimentarea unei singure mari ferme de servere cu energie regenerabilă, decât milioane de case și birouri.
Acest model de calcul centralizat ridică însă și unele provocări, în special în ceea ce privește securitatea și confidențialitatea. Legislația actuală nu protejează suficient utilizatorii de companiile care își manipulează greșit datele pe serverele companiei. Aceasta sugerează potențialul pentru noi reglementări legislative privind cloud computing și companiile de tehnologie.

### Calculul cuantic
Calculul cuantic⁠(d) este un domeniu de cercetare care reunește disciplinele informatică, teoria informației și fizică cuantică. În timp ce ideea de informație ca parte a fizicii este relativ nouă, pare să existe o legătură puternică între teoria informației și mecanica cuantică. În timp ce calculul tradițional funcționează pe un sistem binar cu unu și zero, calculul cuantic folosește qubiți. Qubiții sunt capabili să se afle într-o suprapunere, adică în ambele stări de unu și zero, simultan. Astfel, valoarea qubitului nu este între 1 și 0, ci se modifică în funcție de momentul în care este măsurat. Această trăsătură a qubiților este cunoscută sub denumirea de inseparabilitate cuantică și stă la baza calculului cuantic care permite calculatoarelor cuantice să facă calcule la scară largă. Calculul cuantic este adesea folosit pentru cercetarea științifică acolo unde calculatoarele tradiționale nu au putere de calcul pentru a face calculele necesare, cum ar fi modelarea moleculară. Moleculele mari și reacțiile lor sunt mult prea complexe pentru a fi rulate pe calculatoare tradiționale, dar puterea de calcul a computerelor cuantice ar putea oferi un instrument pentru a efectua astfel de calcule.